# Темистий
Темистий (на гръцки: Θεμίστιος Themistios; на латински: Themistius; * 317 г. в Пафлагония; † 388 г.) е от най-известните ретори и философи на късната античност. Привърженик е на учението на Аристотел, също така на платонизма и неоплатонизма. Въпреки че не е християнин е приближен на християнските императори Констанций II, Юлиан Апостат, Йовиан, Валент, Грациан и Теодосий I.
Темистий е роден 317 г. в Пафлагония (по други източници вероятно във Византион, по-късният Константинопол) в богата фамилия. Дядо му и баща му са също философи. Баща му Евгений коментира Аристотел и има свое философско училище в Константинопол. Жени се за дъщеря на философ. Синът му Темистий става също философ, но умира през 357 г.
През лятото на 350 г. е почитан оратор и учител по философия в Константинопол. Поддържан е от Флавий Сатурнин.
Пред император Констанций II (337 – 361) държи в Анкара реч и е приет от него през 355 г. в сената.
През 358/359 г. е проконсул на Константинопол. Есента на 359 г. неговият почитател Констанций II го кани на своята трапеза. През зимата на 359 г. императорът сменя длъжността проконсул с praefectus urbi и Константинопол става равен на Рим. Едва след отказа му да поеме тази длъжност тя се дава на друг.
През 359 г., след смъртта на съпругата му, той се жени отново. С императорите Юлиан Апостат (361 – 363) и Йовиан (363 – 364) има също добри отношения.
При император Валент има отново голямо влияние и е поискан за възпитател на малкия Валентиниан Галат. През 368 г. придружава Валент на Дунав във втората му кампания против готите при Марцианопол.
През 384 г. император Теодосий I го прави praefectus urbi на Константинопол, но напуска заради вражески нападки след няколко месеца. Става възпитател на Аркадий. Последната запазена негова реч е от 385 г.